# Grand Ole Opry's New Star
Grand Ole Opry's New Star è il primo album in studio del cantante statunitense George Jones, pubblicato nel 1956.

## Tracce
Side 1
1. Why Baby Why – 2:19 (Darrell Edwards, George Jones)
2. Seasons of My Heart – 2:53 (Jones, Edwards)
3. It's OK – 2:18 (Jones)
4. Let Him Know – 2:35 (Jones)
5. Play It Cool – 2:33 (Jones)
6. Hold Everything – 1:51 (Jones)
7. Boat of Life – 2:00 (Jones)

Side 2
1. You Gotta Be My Baby – 2:24 (George Jones)
2. What I'm Worth – 2:46 (Jones, Darrell Edwards)
3. Your Heart – 2:40 (Jones, Edwards)
4. Ragged But Right – 2:13 (Jones)
5. Yearning (duet w/ Jennette Hicks) – 2:55 (Eddings, Jones)
6. Still Hurtin' – 2:01 (Jones)
7. Taggin' Along – 2:54 (Jones, Burl Stephens)